# Abisul
Abisul (în engleză The Abyss) este un film SF scris și regizat de James Cameron. În rolurile principale au interpretat actorii Ed Harris, Mary Elizabeth Mastrantonio și  Michael Biehn.
A fost produs și distribuit de studiourile 20th Century Fox și a avut premiera la 9 august 1989. Coloana sonoră a fost compusă de Alan Silvestri. 
Cheltuielile de producție s-au ridicat la 43 milioane $ și a avut încasări de 90 milioane $.

## Distribuție
- Ed Harris - Virgil „Bud” Brigman, maistrul de pe Deep Core și soțul înstrăinat al lui Lindsey.
- Mary Elizabeth Mastrantonio - Dr. Lindsey Brigman, designerul platformei și soția înstrăinată a lui Bud.
- Michael Biehn - Locotenentul US Navy SEAL Hiram Coffey, comandantul echipei Navy SEAL.
- Leo Burmester - Catfish De Vries, un muncitor la platformă și un veteran din Vietnam Marin care este sceptic față de SEAL.
- Todd Graff - Alan "Hippy" Carnes, un teoretician al conspirației care crede că NTI-urile au fost mușamalizate de CIA.
- John Bedford Lloyd - Jammer Willis
- J.C. Quinn - Arliss „Sonny” Dawson
- Kimberly Scott - Lisa „One Night” Standing
- Pierce Oliver "Kidd" Brewer Jr. - Lew Finler
- George Robert Klek - Wilhite, US Navy SEAL
- Christopher Murphy - Schoenick, US Navy SEAL
- Adam Nelson - Ensign Monk, US Navy SEAL
- Chris Elliott - Bendix
- Richard Warlock - Dwight Perry
- Jimmie Ray Weeks - Leland McBride
- J. Kenneth Campbell - DeMarco
- William Wisher, Jr. - Bill Tyler, reporter
- Ken Jenkins - Gerard Kirkhill